# O Fantasma da Ópera (filme de 1962)
O Fantasma da Ópera (em inglês:  The Phantom of the Opera) é uma produção britânica de 1962 do estúdio Hammer Film Productions, dirigida por Terence Fisher, sendo pela crítica francesa considerada sua obra-prima. Herbert Lom, conhecido pelo papel do Inspetor Dreyfus na clássica série The Pink Panther, interpreta o personagem-título. O filme foi distribuído pela Universal Pictures.

## Sinopse
Nesta adaptação cinematográfica de 1962, a história é ambientada na Londres vitoriana. O professor Petrie (Herbert Lom) é  um compositor pobre, cuja obra não publicada é roubada pelo ambicioso e inescrupuloso Lorde Ambrose D'Arcy (Michael Gough), que prometera ajudá-lo a editar sua obra. Então, numa tentativa de impedir a impressão de sua obra, o professor é desfigurado por ácido nítrico. Christine Charles (Heather Sears) é uma jovem cantora lírica, que passa a ser ensinada secretamente por Petrie, que se tornara O Fantasma. Sendo que no final Christine realiza seu desejo cantando perfeitamente na apresentação, e quando o lustre está prestes a cair em cima dela, o Fantasma retira sua máscara na frente de todos revelando seu rosto deformado e salva Cristine, deixando o lustre cair em seu lugar morrendo no final. Enquanto que em outras versões, o Fantasma só queria ser amado, nessa ele demonstrava ter apenas a vontade de fazer Christine ter a voz mais maravilhosa de Paris, não demonstrando interesse amoroso algum.